# Opogona sacchari
Bướm đêm chuối (Opogona sacchari) là một loài bướm đêm thuộc họ Tineidae. Nó là loài bản địa của các khu vực nhiệt đới và cận nhiệt đới ẩm hạ-Sahara châu Phi (nơi nó cũng được tìm thấy ở Madagascar, Mauritius, Réunion, đảo Rodrigues, Seychelles và St. Helena). Nó được ghi nhận lần đầu từ quần đảo Canary vào thập niên 1920. Thập niên 1970 nó được du nhập vào Brasil và Trung Mỹ và cũng xuất hiện ở châu Âu. Nó được ghi nhận ở Florida từ năm 1986.
Sải cánh dài 18–25 mm. Con trưởng thành có màu nâu hơi vàng sáng. Ấu trùng ăn nhiều loại cây khác, bao gồm chuối, dứa, tre, ngô và mía. Ở các nhà kính châu Âu, nó có trên các loại Cactaceae, Dracaena, Strelitzia và Yucca, nhưng thỉnh thoảng cũng ăn Alpinia, Begonia, Bougainvillea, Bromeliaceae, Chamaedorea và các loài cọ khác, Cordyline, Dieffenbachia, Euphorbia pulcherrima, Ficus, Gloxinia, Heliconia, Hippeastrum, Maranta, Philodendron, Sansevieria và Saintpaulia, Capsicum